# Prefektura apostolska Ułan Bator

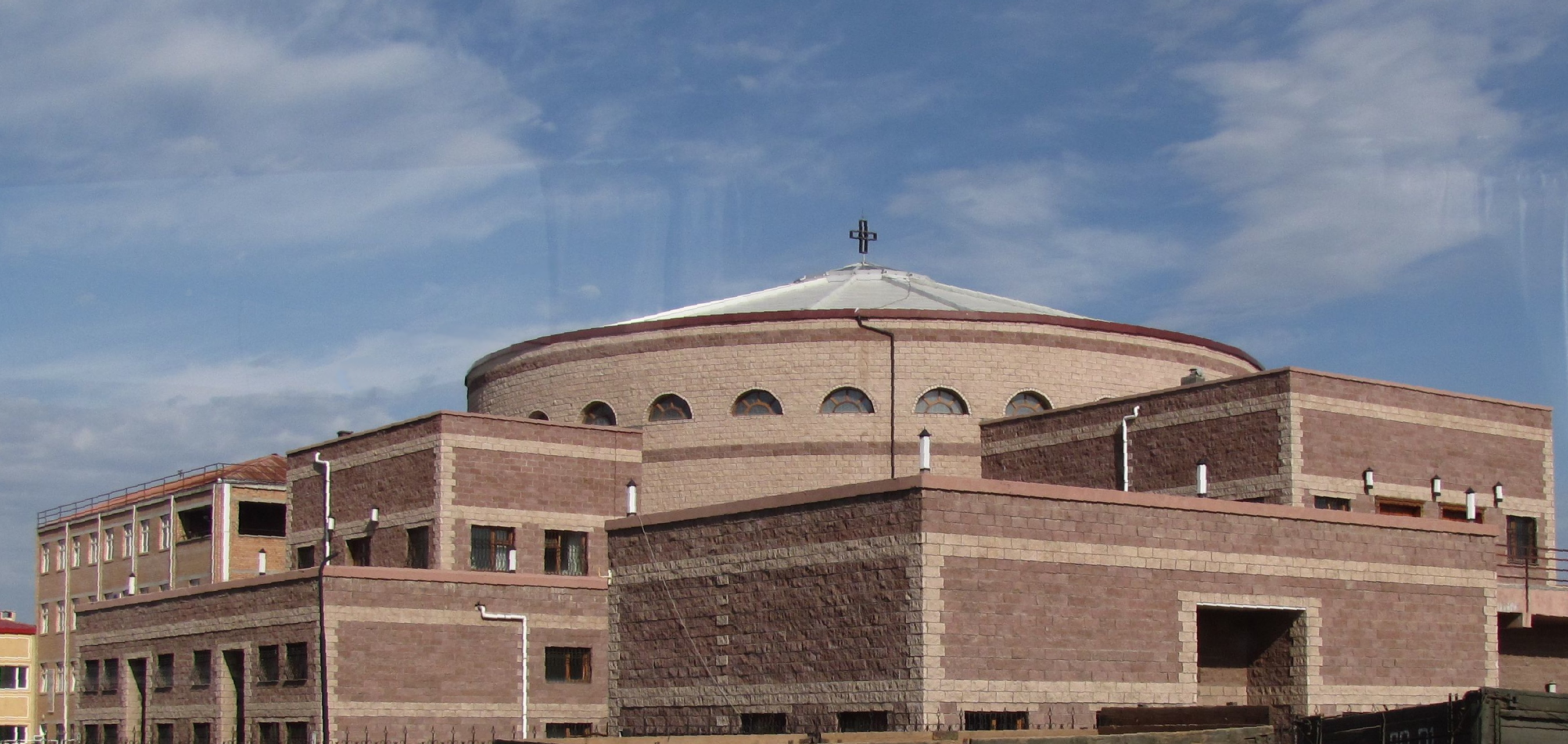
Prokatedra Świętych Piotra i Pawła w Ułan Bator

Prefektura apostolska Ułan Bator (łac.: Apostolica Praefectura Ulaanbaatarensis) – rzymskokatolicka jednostka podziału administracyjnego Kościoła katolickiego w Mongolii, obejmująca swoim zasięgiem cały kraj. Siedziba prefekta apostolskiego znajduje się w prokatedrze świętych Piotra i Pawła w Ułan Bator.

## Historia
W 1921 w wyniku powstania Mongolia Zewnętrzna ogłosiła niepodległość. Spowodowało to utworzenie 14 marca 1922 dla mieszkającej tam wspólnoty katolików odrębnej organizacji kościelnej w postaci misji sui iuris Mongolii Zewnętrznej. W 1924 została ona przemianowana na misję sui iuris Urgi.
W 1924 r. wprowadzono w Mongolii ustrój komunistyczny, a kraj znalazł się pod ścisłą kontrolą Związku Radzieckiego. Rozpoczęto bezwzględną walkę z religią, usuwając wszystkich misjonarzy z kraju. Kraj, który w tym czasie zamieszkiwało ok. 250 tys. wiernych, ostatni misjonarze opuścili w 1948 r.
Przełom nastąpił dopiero na początku lat 90. XX w. po upadku ZSRR i załamaniu się bloku wschodniego. Władze mongolskie nawiązały stosunki dyplomatyczne z Watykanem, których konsekwencją była reaktywacja misji sui iuris w 1992.
30 kwietnia lub 8 lipca 2002 misja sui iuris Urgi została podniesiona do rangi prefektury apostolskiej i otrzymała obecną nazwę.
28 sierpnia 2016 r. w katedrze pod wezwaniem Św. Piotra i Pawła doszło do wyświęcenia na księdza pierwszego rodowitego Mongoła, ks. Józefa Enkh Baatara.

## Ordynariusze
- 1922–1924: bp Jerome van Aertselaer CICM administrator apostolski, wikariusz apostolski Centralnej Mongolii
- 1924–1931: bp Everard Ter Laak CICM administrator apostolski, wikariusz apostolski Xiwanzi
- 1931–1992: sede vacante
- 1992–2018: bp Wenceslao Selga Padilla CICM
- od 2020: kard. Giorgio Marengo IMC

## Podział administracyjny
W skład prefektury apostolskiej wchodzi 8 parafii w tym m.in.:
- Parafia Matki Bożej Miłosierdzia w Arwajcheer
- Parafia Matki Bożej Wspomożycielki Wiernych w Darchanie
- Parafia Miłosierdzia Bożego w Erdenet
- Parafia świętych Piotra i Pawła w Ułan Bator
- Parafia świętej Marii w Ułan Bator
- Parafia Dobrego Pasterza w Ułan Bator
- Parafia świętej Zofii w Ułan Bator
- Parafia Świętej Rodziny w Ułan Bator

Oprócz tego w Mongolii są jeszcze dwa kościoły filialne powyższych parafii:
- Kościół Boga Miłosiernego w Dzuunmod
- Kaplica świętego Tomasza z Akwinu w Ułan Bator